# Acraeini
Acraeini là một tông bướm thuộc phân họ Heliconiinae trong họ Nymphalidae.

## Chi[1]
- Abananote (Potts, 1943)
- Acraea (Fabricius, 1807) – Acraeas
- Actinote (Hübner, 1819)
- Altinote (Potts, 1943)
- Bematistes (Hemming, 1935)
- Cethosia (Fabricius, 1807) – Lacewings
- Miyana (Felder, 1860)
- Pardopsis (Trimen, 1887)

## Hình ảnh

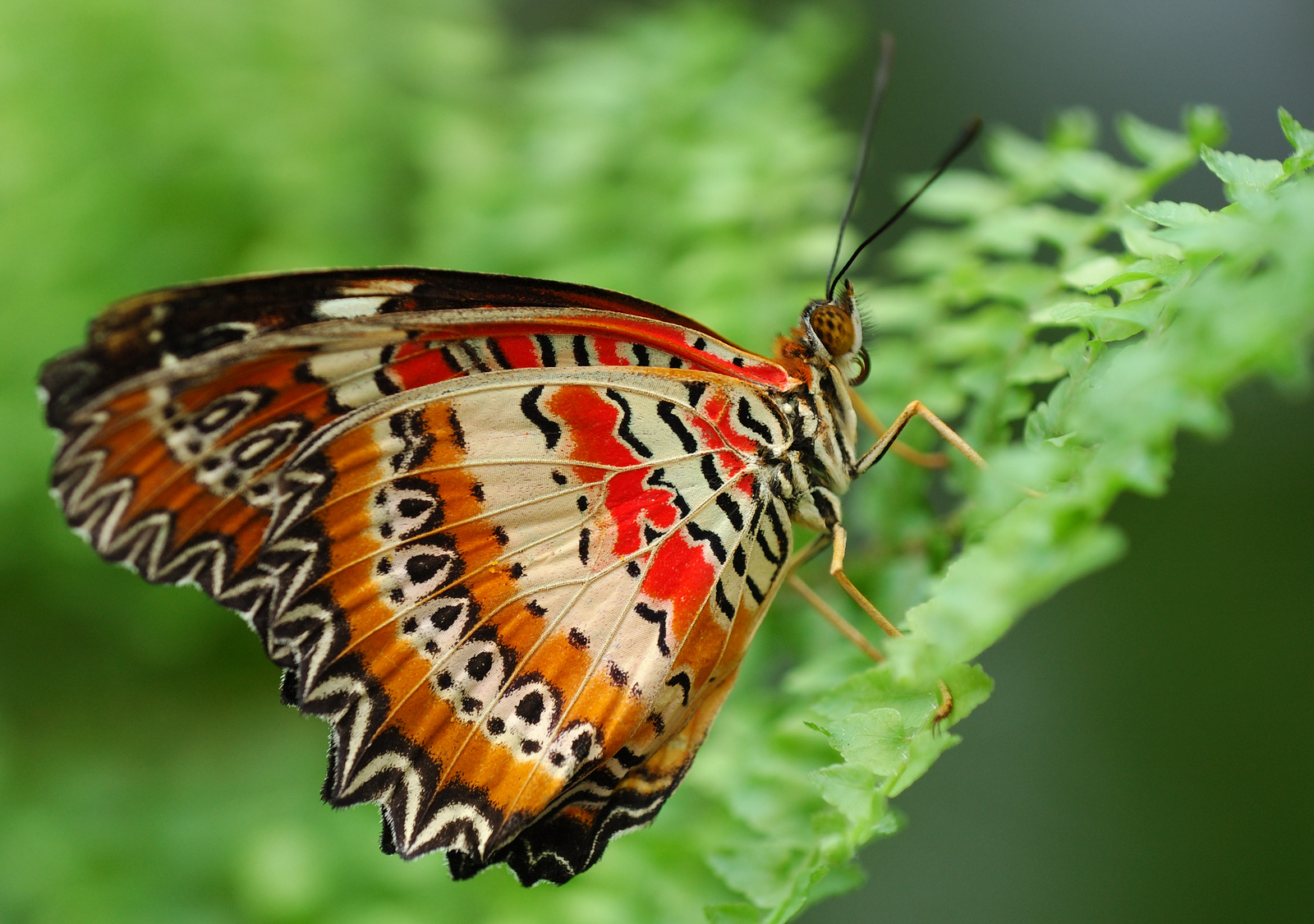
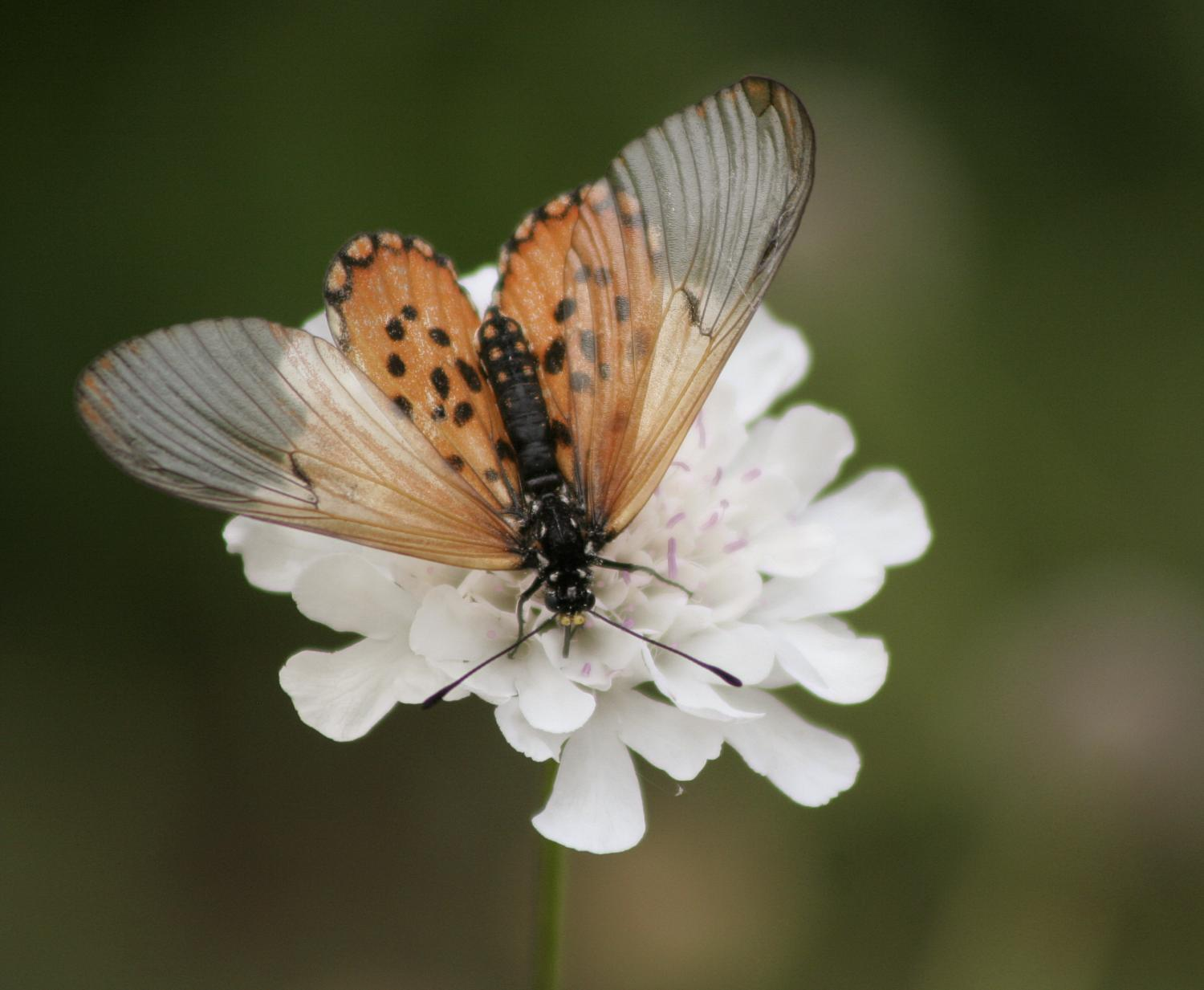
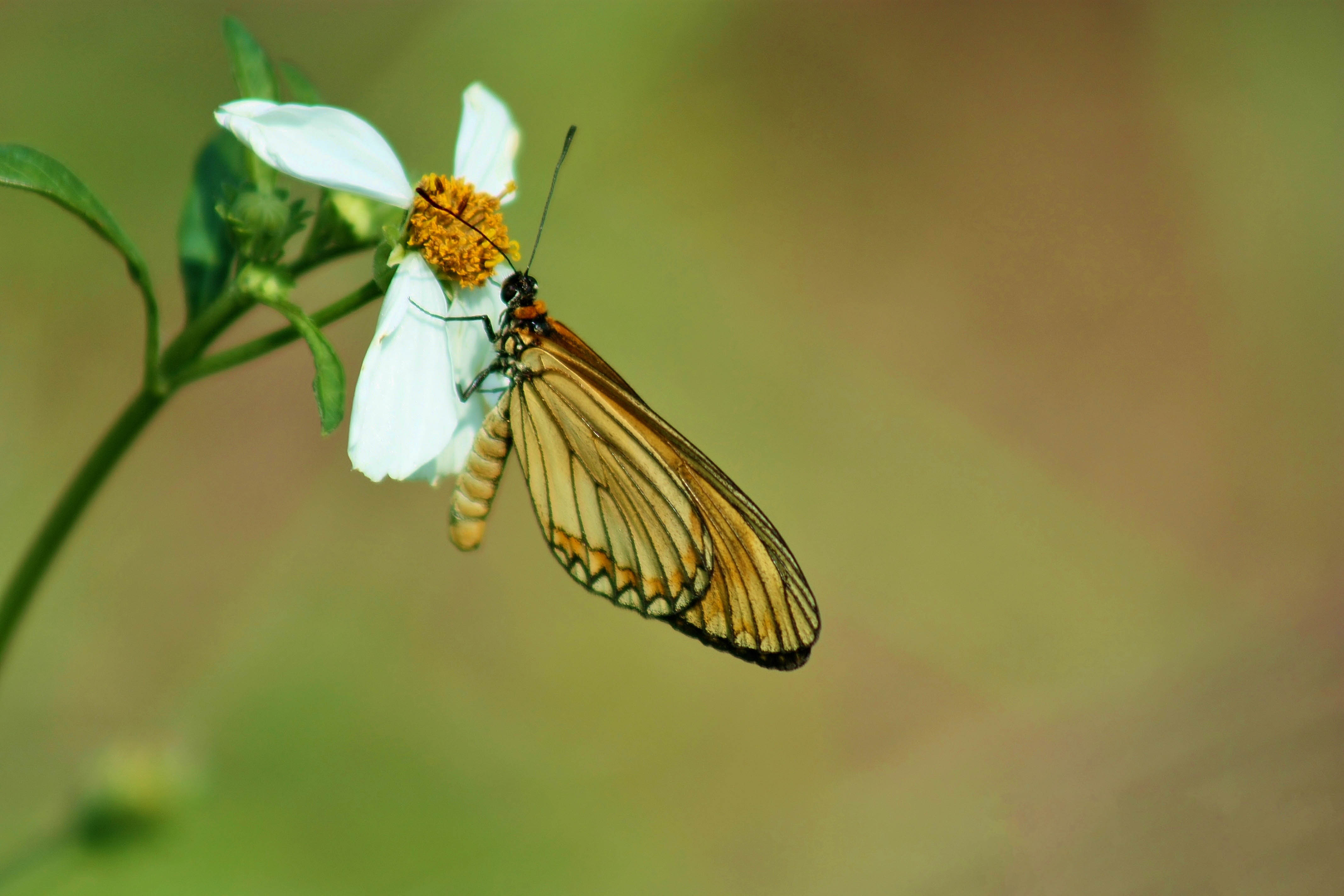